# Nadaswaram
Nadaswaram är ett sydindiskt musikinstrument liknande oboe. Instrumentet finns i olika storlekar, har 8 hål och munstycke med dubbla rörblad. Pipan är gjord av trä och klockan i brons. Instrumentet är större än en shehnai, som annars är i stort samma instrument.
Liksom shehnai på grund av sin glada och genomträngande klang passar för speciella fester i tempelmusiken och är oumbärlig vid indiska bröllop.